# Agrostis rigescens
Agrostis rigescens é uma espécie de gramínea do gênero Agrostis, pertencente à família Poaceae.